# Lecane bryophila
Lecane bryophila är en hjuldjursart som beskrevs av Koniar 1957. Lecane bryophila ingår i släktet Lecane och familjen Lecanidae. Inga underarter finns listade i Catalogue of Life.